# Дзержинское (Новоазовский район)
Дзержинское(укр. Дзержинське) / Азов  — село на Украине, находится в Новоазовском районе Донецкой области. Под контролем самопровозглашённой Донецкой Народной Республики.

## География
К западу от населённого пункта проходит линия разграничения сил в Донбассе (см. Второе минское соглашение).

### Соседние населённые пункты по странам света

#### Под контролем ВСУ
ЮЗ: Широкино
З: Водяное (в «буферной зоне»)

#### Под контролем ДНР
С: Заиченко
СВ: Весёлое, Митьково-Качкари
ЮВ: Безыменное
Ю: Ленинское, Саханка

## История
12 мая 2016 года Верховная Рада Украины присвоила селу название Азов в рамках кампании по декоммунизации на Украине. Переименование не было признано властями самопровозглашенной ДНР.

## Население
Население по переписи 2001 года составляло 209 человек.

## Общие сведения
Код КОАТУУ — 1423686803. Почтовый индекс — 87651. Телефонный код — 6296.

## Адрес местного совета
87651, Донецкая область, Новоазовский район, с. Саханка, ул. Центральная, 4